# Balazuc
Balazuc település Franciaországban, Ardèche megyében. Lakosainak száma 383 fő (2022. január 1.). Balazuc Chauzon, Lagorce, Lanas, Pradons, Saint-Maurice-d’Ardèche, Uzer és Vinezac községekkel határos.

## Népesség
A település népességének változása:
| Lakosok száma | 218  | 275  | 277  | 331  | 353  | 363  | 377  | 374  | 372  | 383  |
|               | 1968 | 1982 | 1990 | 2006 | 2013 | 2015 | 2017 | 2019 | 2020 | 2022 |